# Gaëtan Roussel
Gaëtan Roussel (Rodez, 13 ottobre 1972) è un cantautore e chitarrista francese.
È conosciuto come frontman del gruppo rock Louise Attaque. Ha esordito da solista nel 2010.

## Discografia solista
Album
- 2010 - Ginger
- 2013 - Orpailleur